# Licosa
Koordinaten: 40° 15′ N, 14° 55′ O

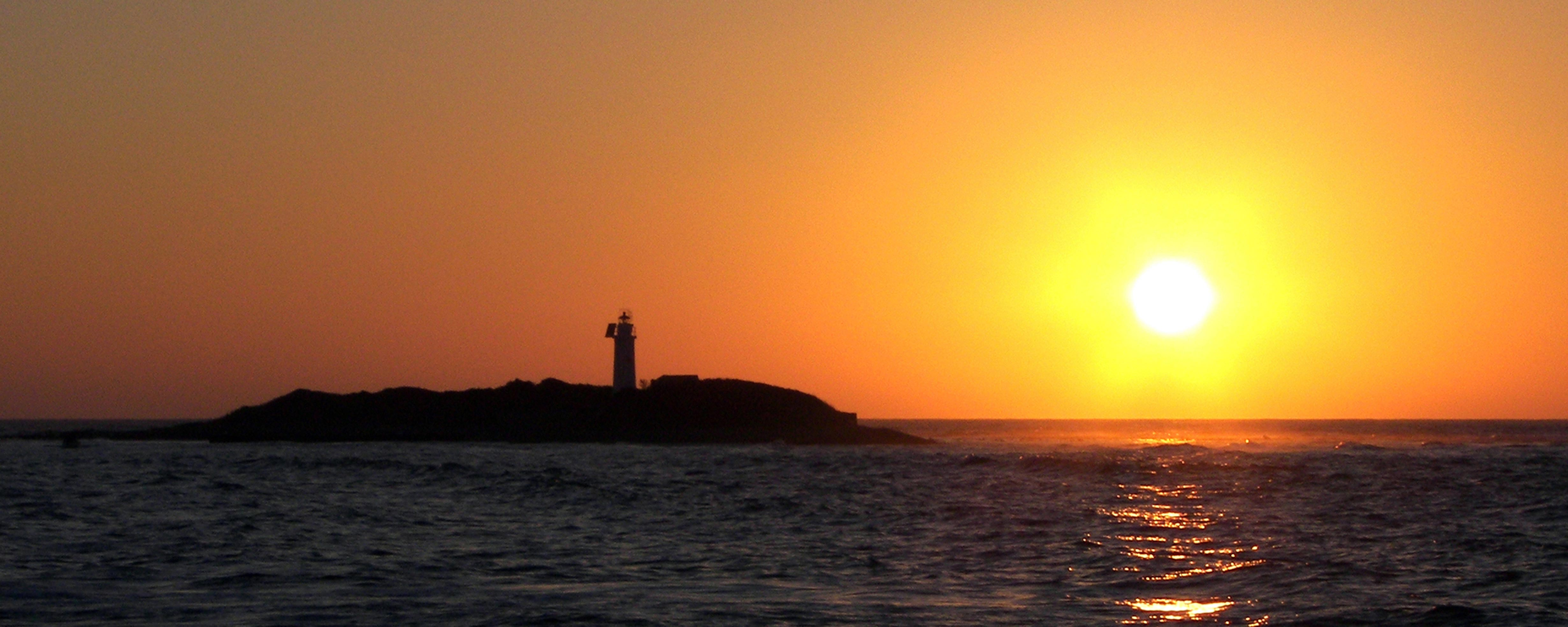
Blick auf die Insel

Licosa ist ein italienischer Küstenort im Cilento mit etwa 40 Einwohnern. Er ist ein Ortsteil der Gemeinde Castellabate in der Provinz Salerno (Kampanien). Seit 1991 ist der Ort Bestandteil des Nationalpark Cilento und Vallo di Diano sowie Teil der Costiera Cilentana.
Der Ort liegt auf 20 m s.l.m., die Postleitzahl ist 84048 und die Vorwahl ist (+39) 0974. Das Demonym für die Einwohner ist Leucosini.

## Geschichte
Auf der Halbinsel Licosa (Leukosia) gibt es Spuren einer großen römischen Ansiedlung. Licosa ist ein Felsvorsprung, dem das gleichnamige Inselchen vorgelagert ist. Man erreicht ihn zu Fuß vom Norden über den Hafen von San Marco.

## Geografie
Licosa besteht aus dem gleichnamigen Monte Licosa (326 m s.l.m.) sowie der vorgelagerten Insel Punta Licosa. Der Ort liegt zwischen Ogliastro Marina und San Marco. Vom Hafen von San Marco aus führt ein Weg zur Punta Licosa, den man über die Ortschaft Ogliastro bis hin zum „Cancello alla Torre di Ogliastro“ fortsetzen kann. Der Monte Licosa ist ebenfalls über San Marco erreichbar.